# Makenna Jones
Makenna Jones (Stati Uniti d'America, 26 febbraio 1998) è una tennista statunitense.

## Carriera
Makenna Jones ha vinto 3 titoli in singolare e 15 titoli in doppio nel circuito ITF in carriera. Il 23 ottobre 2023 ha raggiunto il best ranking mondiale nel singolare, nr 236; il 3 luglio 2023 ha raggiunto anche il miglior piazzamento mondiale nel doppio, nr 107.
Makenna gioca a tennis al college alla università della Carolina del Nord a Chapel Hill, dove ha vinto nel 2021 la NCAA Doubles Championships in coppia con Elizabeth Scotty.
Fa il suo debutto nel circuito maggiore al Mubadala Silicon Valley Classic 2021 nel tabellone di doppio con una wildcard, insieme alla connazionale Elizabeth Scotty. Con la stessa Scotty compie il suo debutto in un Grande Slam agli US Open 2021, sempre nella specialità del doppio.
Ottiene un altro invito al Miami Open presented by Itaú 2023, in doppio con Sloane Stephens.

## Statistiche ITF

### Singolare

#### Vittorie (3)
| Torneo $100.000 (0) |
| Torneo $80.000 (0)  |
| Torneo $60.000 (0)  |
| Torneo $40.000 (0)  |
| Torneo $25.000 (2)  |
| Torneo $15.000 (1)  |

| N. | Data           | Torneo                                 | Superficie  | Avversaria in finale | Punteggio     |
| 1. | 19 giugno 2022 | San Diego Women's, San Diego           | Cemento     | Megan McCray         | 3-6, 6-3, 6-3 |
| 2. | 23 aprile 2023 | The Sports Coast Open, Zephyrhills     | Terra verde | Hanna Chang          | 5-7, 6-4, 6-1 |
| 3. | 11 giugno 2023 | ITF Villa de Madrid Copa Volvo, Madrid | Cemento     | Sakura Hosogi        | 6-2, 6-3      |

#### Sconfitte (1)
| Torneo $100.000 (0) |
| Torneo $80.000 (0)  |
| Torneo $60.000 (0)  |
| Torneo $40.000 (0)  |
| Torneo $25.000 (0)  |
| Torneo $15.000 (1)  |

| N. | Data           | Torneo                                   | Superficie | Avversaria in finale | Punteggio |
| 1. | 10 luglio 2022 | Fountain Valley Women's, Fountain Valley | Cemento    | Yang Ya-yi           | 2-6, 2-6  |

### Doppio

#### Vittorie (15)
| Torneo $100.000 (1) |
| Torneo $80.000 (0)  |
| Torneo $60.000 (4)  |
| Torneo $40.000 (1)  |
| Torneo $25.000 (6)  |
| Torneo $15.000 (3)  |

| N.  | Data             | Torneo                                                   | Superficie  | Compagna             | Avversarie in finale                  | Punteggio           |
| 1.  | 11 giugno 2022   | San Diego Women's, San Diego                             | Cemento     | Kimmi Hance          | Marija Kozjreva Veronica Mirošničenko | 6-3, 6-3            |
| 2.  | 16 luglio 2022   | Lakewood Women's, Lakewood                               | Cemento     | Brienne Minor        | Taylor Cataldi Isabella Chhiv         | 6–4, 6-0            |
| 3.  | 14 gennaio 2023  | Naples Women's, Naples                                   | Terra verde | Reese Brantmeier     | Emily Appleton Quinn Gleason          | 6-4, 6-2            |
| 4.  | 21 gennaio 2023  | Vero Beach International, Vero Beach                     | Terra verde | Francesca Di Lorenzo | Quinn Gleason Elixane Lechemia        | 4-6, 6-3, [10-3]    |
| 5.  | 16 aprile 2023   | MNO Tennis, Boca Raton                                   | Terra verde | Jamie Loeb           | Sofia Sewing Fanny Stollár            | 5-7, 6-3, [10-8]    |
| 6.  | 7 maggio 2023    | FineMark Women's Pro Tennis Championship, Bonita Springs | Terra verde | Jamie Loeb           | Ashlyn Krueger Robin Montgomery       | 5-7, 6-4, [10-2]    |
| 7.  | 13 maggio 2023   | Orlando Women's Open, Orlando                            | Terra verde | Maria Mateas         | Dalayna Hewitt Katarina Jokić         | 6-4, 6-2            |
| 8.  | 20 maggio 2023   | Pelham Racquet Club Pro Classic, Pelham                  | Terra verde | Jamie Loeb           | Robin Anderson Elysia Bolton          | 6-4, 7-5            |
| 9.  | 16 giugno 2023   | Open Arcadis Brezo Osuna, Madrid                         | Cemento     | Jamie Loeb           | Destanee Aiava Berfu Cengiz           | 6-4, 5-7, [10-6]    |
| 10. | 24 giugno 2023   | Open Villa de Tauste, Tauste                             | Cemento     | Jamie Loeb           | Gao Xinyu Ekaterina Ovčarenko         | 6-2, 5-7, [10-6]    |
| 11. | 15 ottobre 2023  | The TaliMar RSF Open, Rancho Santa Fe                    | Cemento     | Julija Starodubceva  | Tat'jana Prozorova Madison Sieg       | 6-3, 4-6, [10-6]    |
| 12. | 26 ottobre 2024  | Shipyard Cup, Hilton Head Island                         | Cemento     | Fiona Crawley        | Angella Okutoyi Merna Refaat          | 6-2, 6(5)-7, [10-7] |
| 13. | 16 novembre 2024 | Clemson Challenger, Clemson                              | Cemento     | Sara Daavettila      | Olivia Bergler Sophia Biolay          | 6-0, 6-2            |
| 14. | 7 dicembre 2024  | Women's Tampa, Tampa                                     | Terra verde | Alana Smith          | Lexington Reed Mia Yamakita           | 7-5, 6-1            |
| 15. | 29 marzo 2025    | Antalya Series, Adalia                                   | Terra rossa | Lia Karatančeva      | Ilinca Amariei Cristina Dinu          | 6-2, 6-2            |

#### Sconfitte (6)
| Torneo $100.000 (1) |
| Torneo $80.000 (0)  |
| Torneo $60.000 (1)  |
| Torneo $40.000 (0)  |
| Torneo $25.000 (3)  |
| Torneo $15.000 (1)  |

| N. | Data              | Torneo                                                   | Superficie  | Compagna             | Avversarie in finale               | Punteggio        |
| 1. | 18 giugno 2022    | San Diego Women's, San Diego                             | Cemento     | Sara Daavettila      | Bunyawi Thamchaiwat Yang Ya-yi     | 3-6, 4-6         |
| 2. | 11 marzo 2023     | Women's Boca Raton, Boca Raton                           | Terra verde | Francesca Di Lorenzo | Hailey Baptiste Whitney Osuigwe    | 2-6, 2-6         |
| 3. | 29 luglio 2023    | Dallas Summer Series, Dallas                             | Cemento (i) | Jamie Loeb           | Sophie Chang Ashley Lahey          | 2-6, 2-6         |
| 4. | 21 settembre 2024 | Bank of Marin Pro Women’s Tournament, San Rafael         | Cemento     | Jamie Loeb           | Robin Anderson Alana Smith         | 5-7, 2-6         |
| 5. | 2 novembre 2024   | Norman Open, Norman                                      | Cemento     | Park So-hyun         | Jessica Failla Maribella Zamarripa | 6-3, 2-6, [5-10] |
| 6. | 4 maggio 2025     | FineMark Women's Pro Tennis Championship, Bonita Springs | Terra verde | Angela Kulikov       | Marija Kozyreva Iryna Šymanovič    | 2-6, 2-6         |